# Mozgawa (Kozubów)
Mozgawa – część wsi Kozubów w Polsce, położona w województwie świętokrzyskim, w powiecie pińczowskim, w gminie Pińczów.
W latach 1975–1998 Mozgawa administracyjnie należała do województwa kieleckiego.